# Electronic Arts
Electronic Arts («Электро́ник Артс»; сокр. EA) — американская публичная транснациональная корпорация, занимающаяся распространением и изданием компьютерных игр со штаб-квартирой в Редвуд-Сити, штат Калифорния. По состоянию на май 2020 года EA является второй по величине игровой компанией в Америке и Европе по объёму выручки и рыночной капитализации после Activision Blizzard и опережает Take-Two Interactive и Ubisoft.
В настоящее время EA разрабатывает и выпускает игры по уже известным франшизам, таким как Battlefield, Need for Speed, The Sims, Medal of Honor, Command & Conquer, Dead Space, Mass Effect, Dragon Age, Titanfall и Star Wars, а также игры EA Sports — FIFA, Madden NFL, NBA Live, NHL и EA Sports UFC. Их компьютерные игры выходят на самостоятельно разработанной платформе цифровой дистрибуции Origin, являющейся прямым конкурентом Steam от Valve и Epic Games Store от Epic Games. EA также владеет и управляет крупными игровыми студиями, такими как EA Orlando в Орландо, EA Vancouver в Бернаби, EA Romania в Бухаресте, DICE в Стокгольме и Лос-Анджелесе, BioWare в Эдмонтоне и Остине, и Respawn Entertainment в Лос-Анджелесе и Ванкувере.

## История
Компания была основана 28 мая 1982 года Трипом Хокинсом и стала одной из первых компаний в игровой индустрии. Отличалась от других, прежде всего, тем, что популяризировала людей, работавших над играми — дизайнеров и программистов. Стартовый капитал, сформированный целиком за счёт личных накоплений Хокинса, составил 200 тысяч долларов США. В то время компания называлась Amazin' Software.
Первоначально EA была лишь издателем игр. В конце 1980-х годов, компания начала развивать поддержку консольных игр. Скоро издательство выросло и приобрело нескольких успешных разработчиков. В мае 2008 года компания сообщила о чистом годовом доходе в $4,02 миллиарда долларов. EA сообщила о потере в размере $1,08 миллиардов в течение марта 2009 года. В настоящее время самыми успешными продуктами EA считаются спортивные игры, изданные под лейблом EA Sports, игры, основанные на популярных лицензиях кино, такие, как Harry Potter, и игры от продолжительных серий, таких, как Need for Speed, FIFA, Medal of Honor, The Sims, Battlefield и более поздние игры: Burnout и серия Command & Conquer. Они также являются дистрибьюторами серии Rock Band.
26 марта 2019 года компания заявила о том, что закроет офисы в России и Японии. EA планирует сократить 350 человек в нескольких департаментах и скорректировать международную стратегию.
14 декабря 2020 года Electronic Arts выдвинул предложение о покупке британского разработчика и издателя игр Codemasters. В рамках этого предложения Codemasters оценивается в $1,2 млрд ($7,98 за акцию).
Выручка EA за 2020 год составила $5,7 млрд, что всего на 0,05 % лучше, чем годом ранее. Чистая прибыль сократилась почти на 60 % — с $2,8 млрд до $1,2 млрд.
В марте 2022 года Electronic Arts прекратила продажи в России и Беларуси на время вторжения российской армии на территорию Украины. В ноябре того же года стало известно, что компания приняла решение окончательно уйти из России, а 31 марта 2023 года ликвидировала своё российское юрлицо ООО «Электроник артс».

### EA Sports
Марка основана в 1993 году и является одной из самых успешных и известных марок среди спортивных игр. Марка EA Sports — это аутентичные спортивные симуляторы и официальные лицензионные продукты по самым популярным видам спорта. Студия EA Sports в Ванкувере, Канада, использует современные технологии, как, например, захват движения, делающие движения спортсменов в игре максимально реалистичными. Кроме того, студия сотрудничает со многими известными спортсменами со всего мира.
Под маркой EA Sports выпускается серия FIFA, серия Madden NFL, серия NBA Live, серия NHL, серия UFC и серия F1.

### EA Sports Big
Летом 2000 года Electronic Arts дополнительно ввела марку EA Sports Big для покрытия высокого спроса на спортивно-развлекательные игры. Марка EA Sports Big — это аркады over-the-top, трендовые виды спорта и спорт как стиль жизни. Отличительные черты от бренда EA Sports — это невероятные трюки, скорость, трендовая музыка и молодёжная культура. Под девизом марки «no rules — no physics — no limits» (рус. «без правил — без физики — без границ») выходят спортивные аркады, которые менее привязаны к заданным правилам и сценариям классического спорта.

### EA
EA (до 2004 года существовала как ответвление EA GAMES) — основная торговая марка компании Electronic Arts, под которой выходит большое количество разнообразных игр, интересных для широкой аудитории.
Игры ЕА выходят как для ПК, так и для игровых консолей, таких, как PlayStation 2, Xbox от Microsoft, Nintendo GameCube. ЕА поддерживает также и консоли прошлого и текущего поколения, такие, как Xbox 360, Nintendo Wii U, PlayStation 3, PlayStation 4, Xbox One и Nintendo Switch.
Портфолио EA включает продукты, которые были полностью разработаны компанией Electronic Arts, например, франшизы The Sims, Medal of Honor и Need For Speed. Кроме этого, EA приобрела ряд международных лицензий на игры: «Властелин колец», «Гарри Поттер», «Крёстный отец» и «Звёздные войны».
Серии игр, выпускаемые Electronic Arts:
- American McGee’s Alice
- Army of Two
- Battlefield
- BattleForge (закрыта)
- Burnout
- Command & Conquer
- Crysis
- Dante's Inferno (закрыта)
- Dead Space
- Def Jam
- Dragon Age
- Dungeon Keeper
- EA Sports FC
- F1 Challenge 99–02
- FIFA
- Fight Night (до 2011)
- The Godfather: The Game
- Harry Potter (до 2011)
- James Bond (до 2005)
- Little Big Adventure
- Lord of the Rings (до 2009)
- Madden NFL
- Mass Effect
- Medal of Honor
- Mirror's Edge
- NASCAR
- Need for Speed
- NHL
- Plan B Crew
- Populous
- Real Racing
- Rock Band (до 2010)
- Shank
- SimCity
- The Sims
- Spore
- Star Wars
- SimRacing
- Syndicate
- Tiger Woods
- Titanfall
- UFC
- Ultima
- Wing Commander

## Студии Electronic Arts

### Действующие
- BioWare: серия Mass Effect, серия Dragon Age, Anthem[17]
  - BioWare Austin
- Cliffhanger Games, возглавляемая Кевином Стивенсом, бывшим вице-президентом Monolith Productions, основанная в мае 2021 года[18]
- Codemasters: серия Colin McRae Rally (1998—2005), серия DiRT (2007—2020), серия DiRT Rally[19]
  - Codemasters Birmingham
  - Codemasters Kuala Lumpur
  - Codemasters India
  - Slightly Mad Studios
- Criterion Games: серия Burnout (2001—2011), Need for Speed: Hot Pursuit (2010), Need for Speed: Most Wanted (2012), серия Need for Speed (2020-н.в.)[20]
- DICE: серия Battlefield, серия Mirror’s Edge, Star Wars: Battlefront (2015), Star Wars: Battlefront II (2017)[21]
  - Frostbite Labs[22]
    - Frostbite Vancouver[22]
- EA Baton Rouge[23]
- EA Galway
- EA Gothenburg (ранее Ghost Games[24]): серия Need for Speed (2012—2020)[25]
- EA Mobile: мобильные игры компании
  - EA Capital Games[26] С 2011 по 2014 год студия носила название BioWare Sacramento[27]
  - EA Redwood Studios
  - Firemonkeys Studios
  - Glu Mobile[28]
    - PlayFirst[29]

  - Playdemic[30]
  - Red Crow Studios
  - Slingshot Games
  - Tracktwenty Studios
- EA Sports
  - EA Cologne
  - EA Madrid[31]
  - EA Orlando
  - EA Romania
  - EA Vancouver
  - Metalhead Software[32]
- Full Circle: серия Skate (2020-н.в.)[33]
- Maxis: серия SimCity (1989—2014), серия The Sims (2000-н.в.), Spore, Darkspore[34]
  - Maxis Texas[35]
  - Maxis Europe[36]
- Motive Studios: игры по вселенной Звёздных войн, серия Dead Space (2021-н.в.)[37]
  - Motive Studios Vancouver[38]
- Pogo Studios: браузерные игры компании[39]
  - Pogo Studios Shanghai
- PopCap Games: серия Plants vs. Zombies, серия Peggle, серия Bejeweled, серия Zuma[40][41]
  - PopCap Shanghai
  - PopCap Hyderabad
- Respawn Entertainment: серия Titanfall, Apex Legends, Star Wars Jedi: Fallen Order, Medal of Honor: Above and Beyond[42]
  - Respawn Vancouver[43]
- Ripple Effect Studio (ранее DICE LA и Danger Close Games): серия Command & Conquer (2003—2010), серия Medal of Honor (2007—2012)[44][45][46]
- Spearhead: серия FIFA Online, Need for Speed: Edge

### Распущенные
- BioWare Montreal в Монреале, Канада; основана в марте 2009 года, в августе 2017 года студия объединилась с Motive Studios[47].
- BioWare San Francisco в Сан-Франциско, Калифорния; основана как EA2D, студия была переименована в августе 2011 года и закрыта в марте 2013 года[48][49].
- Bullfrog Productions в Гилфорде, Англия; приобретена в январе 1995 года, закрылась в 2001 году.
- Codemasters Cheshire в Чешире, Англия; Слияние с Criterion Games в мае 2022 года.
- Danger Close Games в Лос-Анджелесе, Калифорния; приобретена в феврале 2000 года, закрыта в июне 2013 года[50].
- EA Baltimore в Балтиморе, штат Мэриленд; основана в 1998 году, закрыта в 2002 году.
- EA Black Box в Бурнаби, Канада; приобретена в июне 2002 года как Black Box Games, позже ребрендирована как EA Black Box. Студия закрылась в апреле 2013 года[51][52].
- EA Bright Light в Гилфорде, Англия; основана в 1995 году как EA UK, студия была переименована в 2008 году и закрыта в октябре 2011 года.
- EA Chicago в Хоффман-Эстейтс, штат Иллинойс; основана в феврале 2004 года, закрылась в ноябре 2007 года.
- EA Chillingo в Маклсфилде, Англия; приобретена в октябре 2010 года[53], сокращена до штата в 2017 году в основном для поддержки уже выпущенных проектов[54]. Была закрыта в июне 2023 года.
- EA North Carolina в Моррисвилле, Северная Каролина; студия закрылась в сентябре 2013 года[55].
- EA Pacific в Ирвайне, Калифорния; студия была приобретена в августе 1998 года как Westwood Pacific, студия была переименована в 2002 году и закрыта в 2003 году.
- EA Phenomic в Ингельхайм-ам-Райне, Германия; студия была приобретена в августе 2006 года и закрыта в июле 2013 года[56][57].
- EA Salt Lake в Солт-Лейк-Сити, штат Юта; студия была приобретена в декабре 2006 года и закрыта в апреле 2017 года[58].
- EA Seattle в Сиэтле, штат Вашингтон; студия была приобретена в январе 1996 года и закрыта в 2002 году.
- Easy Studios в Стокгольме, Швеция; студия была основана в 2008 году и закрыта в марте 2015 года.
- Firemint в Мельбурне, Австралия; студия была приобретена в мае 2011 года и в июле 2012 года объединилась с Iron Monkey Studios и стала называться Firemonkeys Studios.
- Hypnotix в Литл-Фолс, Нью-Джерси; приобретена в июле 2005 года, студия была объединена с EA Tiburon[59].
- Industrial Toys в Пасадине, Калифорния; приобретена в июле 2018 года[60], была закрыта в январе 2023 года.
- Iron Monkey Studios в Сиднее, Австралия; студия была приобретена в мае 2011 года и в июле 2012 года объединилась с Firemint и стала называться Firemonkeys Studios.
- Kesmai в Шарлоттсвилле, штат Виргиния; студия была приобретена в 1999 году и закрыта в 2001 году.
- Mythic Entertainment в Фэрфаксе, штат Виргиния; приобретённая в июле 2006 года как EA Mythic, студия стала именоваться Mythic Entertainment в июле 2008 года, затем приобрела название BioWare Mythic в июне 2009 года, после чего снова в 2012 году стала Mythic Entertainment. Студия закрылась в мае 2014 года[61][62].
- NuFX в Хоффман-Эстейтс, штат Иллинойс; студия была приобретена в феврале 2004 года и закрыта в том же году.
- Origin Systems в Остине, штат Техас; студия была приобретена в сентябре 1992 года и закрыта в феврале 2004 года.
- Pandemic Studios в Лос-Анджелесе, Калифорния, и Брисбене, Австралия; студия была приобретена в октябре 2007 года и закрыта в ноябре 2009 года[17][63][64].
- Playfish в Лондоне, Англия; студия была приобретена в 2009 году и закрыта в июне 2013 года[65].
- Quicklime Games; закрыта в апреле 2013 года[66].
- Ridgeline Games в Сиэтле, Вашингтон; возглавлялась Маркусом Лехто, бывшим креативным директором Bungie. Основана в октябре 2021 года[67], студия была закрыта в феврале 2024 года[68].
- Uprise в Упсале, Швеция; основана как Uprise и приобретена в 2012 году как ESN. С 2014 года студия снова стала называться Uprise. В 2019 году объединилась с DICE Stockholm[69].
- Victory Games в Лос-Анджелесе, Калифорния; основана в феврале 2011 года как BioWare Victory, студия была переименована в ноябре 2012 года и закрыта в октябре 2013 года.
- Visceral Games в Редвуд-Сити, Калифорния; основана в 1998 году как EA Redwood Shores, студия была переименована в 2009 году и закрыта в октябре 2017 года[70][71].
- Waystone Games в Лос-Анджелесе, Калифорния; студия закрылась в ноябре 2014 года[72].
- Westwood Studios в Лас-Вегасе, штат Невада; студия была приобретена в августе 1998 года и закрыта в марте 2003 года[73][74].

## Критика
По результатам опроса сайта The Consumerist в 2012 и 2013 годах Electronic Arts была признана «Худшей компанией Америки».
Система микротранзакций и стиль использования лутбоксов в играх компании нередко вызывали критику со стороны геймеров и широкой общественности.